# Гвидо Кавалканти
Гвидо Кавалканти (итал. Guido Cavalcanti, 1259. – август 1300) био је италијански песник и трубадур из Фиренце. Био је најбољи пријатељ Данте Алигијерија и утицао је на његов начин размишљања. Кавалканти је један од најзначајнијих песника епохе слатког новог стила, и сматра се за првог великог песника италијанске књижевности.

## Биографија
Кавалканти је рођен у аристократској породици гвелфа. Његов отац је био Кавалканте де Кавалканти. Године 1267, Гвидо се оженио са Беатриче, кћерком вође флорентинских гибелина Фаринате дељи Уберти.
Године 1284. постао је члан већа Републике Фиренце, заједно са Брунето Латинијем и Дино Компањијем. Када су грађани Фиренце постали уморни од сукоба гибелина и гвелфа, протерали су их из града. Међу њима је био и Гвидо Кавалканти. Протеран је 24. јуна 1300, и отишао је у место Сарцана. Августа исте године допуштено му је да се врати у Фиренцу, али је умро 29. августа, вероватно од маларије.

## Дела
Гвидо Кавалканти писао је сонете и баладе. Данас су познате само његове 52 песме. Најбоља дела су му канцона Дама ме пита (Donna mi prega), балада Питам вас, који говорите о патњи (I' prego voi che di dolor parlate) и сонет Моја душа је немирна (L’anima mia vilment’ è sbigotita).